# Instituto de Astrofísica das Canárias

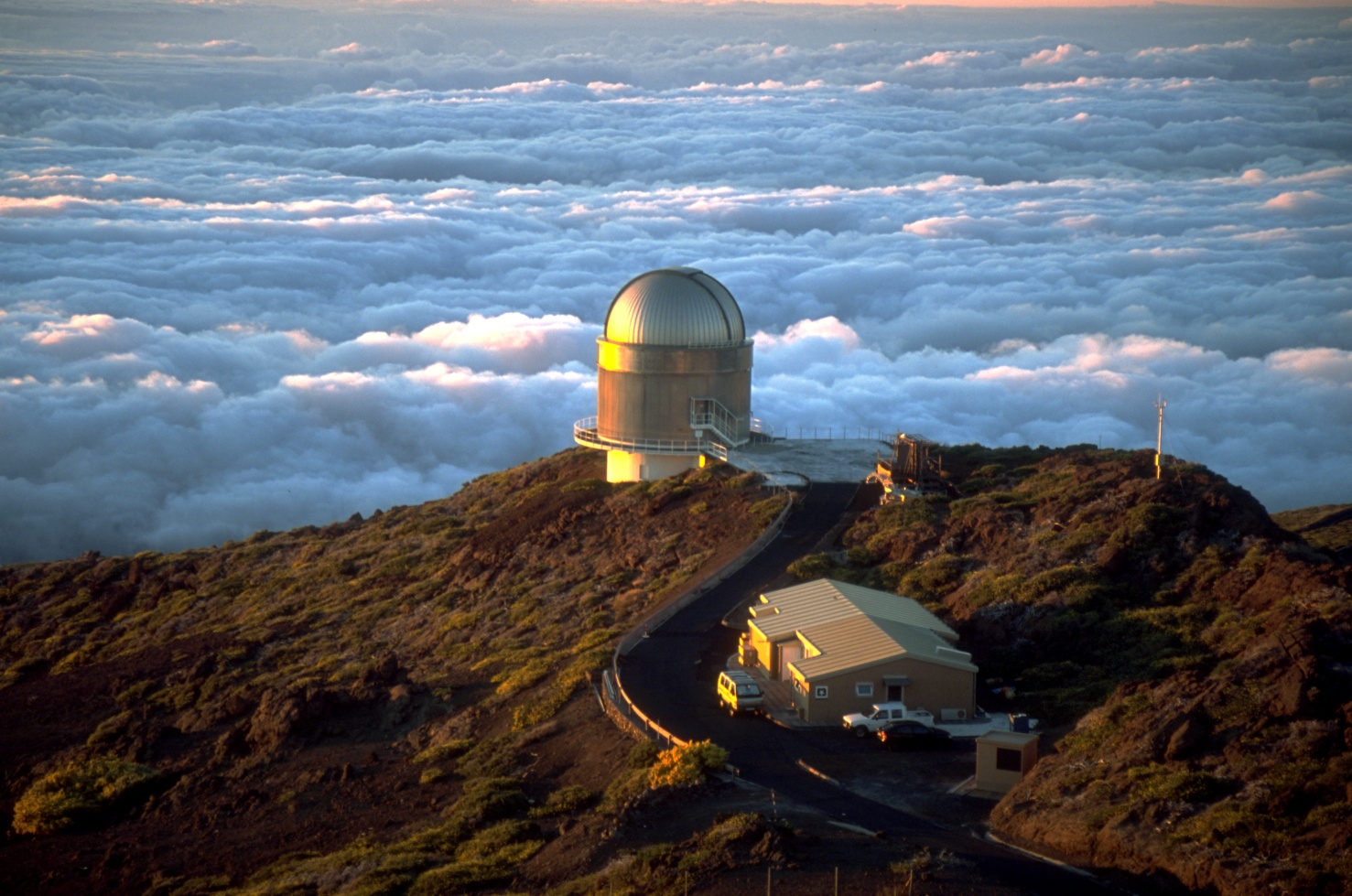
Nordic Optical Telescope (NOT) no Observatório do Roque de los Muchachos, na ilha de La Palma.

O Instituto de Astrofísica das Canárias (IAC) é um importante instituto de pesquisa astrofísica localizado em Tenerife nas Ilhas Canárias, Espanha. O IAC foi fundado em 1975 pela Universidade de La Laguna e tem três componentes:
- Instituto de Astrofísica, em Tenerife
- Observatório do Roque de los Muchachos em La Palma
- Observatório do Teide em Tenerife.

O Instituto de Astrofísica é a sede administrativa e o centro de pesquisa do IAC e está localizado na cidade de  San Cristóbal de La Laguna, na ilha de Tenerife.
O Observatório do Roque de los Muchachos está situado no município de Garafía na ilha de La Palma, no limite do Parque Nacional da Caldeira de Taburiente. O observatório está a uma altitude de 2400 metros e foi inaugurado em 1985 e tem a maior concentração de telescópios no hemisfério norte.
O Observatório do Teide está localizado na região de Izaña na ilha de Tenerife a uma altitude de 2400 metros. Foi fundado em 1959 pela Universidade de La Laguna.
Os dois observatórios, juntos com o Instituto de Astrofísica, constituem o European Northern Observatory.

## História do IAC
O Observatório del Teide foi fundado em 1959, e adquiriu seu primeiro telescópio em 1964, graças a um acordo com a Universidade de Bordéus. Em 1975, o Instituto de Astrofísica das Canárias foi fundado pelo Instituto de Astrofísica, como parte da Universidade de La Laguna. Em 1979, a Espanha assinou o 'Acordo e Protocolo de Cooperação em Astrofísica' com a Dinamarca, Suécia, e Reino Unido, os quais compraram telescópios modernos para os observatórios.
Em 1982, o IAC tornou-se um órgão público, administrado pelo governo, pela Comunidade Independente das Ilhas Canárias, pela Universidade de La Laguna e pelo Centro Superior de Pesquisa Científica. O Observatório do Roque de los Muchachos foi equipado com as primeiras instalações e telescópios, e pouco a pouco o número aumenta com a inclusão da Alemanha, Finlândia, França e Noruega no acordo. Mais tarde, outros países seriam incluídos. Em 1985 foi feita a inauguração oficial das dependências que dão apoio logístico ao IAC.
Na década de 1990, chegou ao IAC o primeiro telescópio desenvolvido e construído inteiramente na Espanha, o IAC-80. Em 1994 um acordo foi assinado com a European Space Agency para instalação no Observatório del Teide de um telescópio. Em 2000, terrenos adicionais foram adquiridos em Breña Baja (Santa Cruz de Tenerife) para o futuro Centro Comum de Astrofísica em la Palma (CALP), o qual possibilitará que a ilha seja equipada com uma melhor infraestrutura de apoio ao observatório.
Em 1994 a empresa Grantecan, S.A. foi incumbida da construção do Gran Telescopio Canarias, financiada pelo governo das Ilhas Canárias e pelo governo central da Espanha. A construção iniciará em 1998 em um futuro sítio em La Palma e, quando concluído, será um dos maiores e mais avançados telescópios do mundo.
Em 2007 o IAC passa a ser um dos nodos da Rede Espanhola de Supercomputação. Devido a este acordo, instala-se nas Canárias um dos supercomputadores (LaPalma) que forman parte da rede.

## Algumas importantes descobertas do IAC
- Descoberta do primeiro possível buraco negro em nossa galáxia (1992).
- Localização de "cosmosomas"  na radiação cósmica de fundo (1994)
- Descoberta da primeira anã marrom, no aglomerado estelar das Pleiades, chamado "Teide 1" (1995).
- Descoberta do primeior buraco negro na vizinhança de nossa galáxia (2001).

## O céu nas Ilhas Canárias
As Ilhas Canárias são um dos melhores lugares para observações astronômicas no planeta devido ao seu clima e à transparência do céu local. Por causa de suas grandes altitudes (2.400 metros acima do nível do mar), os observatórios estão acima dos bancos de nuvens e beneficiam de uma atmosfera limpa e com pouca turbulência, o que favorece as observações. As condições climáticas propícias permitem a realização de observações astronômicas durante quase todos os dias do ano.

### Preservando o Céu
Para manter as condições idéais para observação, a Lei de Proteção da Qualidade Atmosférica dos Observatórios do IAC entrou em vigor em 1988. Esta lei, que se aplica às ilhas de Tenerife e de La Palma, identifica e tenta fazer a prevenção de quatro tipos diferentes de contaminação do céu: (1) poluição luminosa, (2) poluição radioelétrica, (3) contaminação atmosférica e (4) tráfego aéreo próximo dos observatórios. Para reduzir esses tipos de contaminação do céu, a lei estabelece que:
- A iluminação pública deve ser reduzida depois da meia-noite.
- As estações de rádio devem regular seus transmissores para não causar interferência nos observatórios.
- Indústrias e outras atividades que podem contaminar o ar estão proibidas acima de 1500 metros de altitude.
- As rotas aéreas sobre La Palma e Tenerife deve ser controladas.

O IAC possui um Setor Técnico para Proteção da Qualidade do Céu, para garantir o cumprimento dessas regulamentações.

## Presidente honorário
Em 2016, o cientista inglês Stephen Hawking foi nomeado Professor Honorário do Instituto de Astrofísica das Ilhas Canárias, sendo a primeira distinção deste tipo concedida por este centro.

## Colaboração internacional

### Membros do CCI
- Alemanha
- Bélgica
- Dinamarca
- Espanha
- França
- Itália
- Noruega
- Reino Unido
- Suécia

### Outros países participantes
- Armênia
- Estados Unidos
- Finlândia
- Irlanda
- Países Baixos
- Polônia
- Portugal
- Rússia
- Taiwan
- Ucrânia